# Косидо
Коси́до (исп. cocido — букв. «варёное», «варево»), также о́лья (исп. olla — букв. «горшок») — традиционное блюдо испанской кухни, густой и сытный суп-рагу из мяса, сала, колбасных изделий, бобовых и овощей, приготавливаемый варкой на медленном огне. Полноценный обед из двух блюд в одном — жидкого первого и мясного второго. В некоторых регионах Испании косидо подают последовательно в три блюда (суп с макаронными изделиями, бобовые и овощи и, наконец, мясо), эти этапы называются «перевёртываниями», поскольку для наполнения блюд горшок нужно опрокинуть.
Косидо существует в многочисленных вариантах и является единственным блюдом, которое присутствует во всех региональных кухнях несмотря на их существенные различия между собой. Испанский писатель и гастрософ XIX века Мариано Пардо де Фигероа, известный под псевдонимом Доктор Тебуссем, сокрушался, что косидо, скреплявшему конституционный союз прежних королевств, не хватает конкретной формы, обязательной для всех. Самым классическим рецептом считается косидо по-мадридски. В косидо по-баскски обязательно присутствует морсилья, фасоль вместо нута и обилие разнообразных овощей. Эскуделья, каталонское косидо, включает бутифарру, белую фасоль и иногда баранину, но самое характерное отличие составляют отваренные отдельно в бульоне и нарезанные кружками фрикадельки. В Андалусии и Эстремадуре косидо готовят по-разному в зависимости от сезона. Зимнее косидо готовят со свининой, колбасными изделиями, белой фасолью и овощами, а летнее — из говядины, мяса птицы, нутом, картофелем, зелёным горошком и тыквой. Марагатское косидо, типичное для Кастилии-Леона, отличается прежде всего подачей: сначала подают мясо, потом овощи и в конце суп с макаронными изделиями. Горное косидо в Кантабрии готовят с разновидностью савойской капусты и без нута и сервируют как единое блюдо.
Блюдо «олья» встречается во многих испанских пословицах: олья с курицей — лучшее лекарство, лучше опорожнить олью, чем обнять служанку, нет ольи без сала, как проповеди без августинца, олья и женщина должны быть выдержанными, олью без сала поедает дьявол, после бога только олья. «Олья, в которой было куда больше говядины, чем баранины», упоминаемая в первых строках «Дон Кихота» Мигеля де Сервантеса, говорит о бедности заглавного героя романа.